# Far de San Juan de Salvamento
El far de San Juan de Salvamento (conegut també com el far de la fi del món) es troba al nord-est de l'Illa dels Estats, Província de Terra del Foc, Antàrtida i Illes de l'Atlántico Sud, a la Patagònia, al sud de l'Argentina. És el far més antic de l'Argentina i el primer a ser edificat en aigües australs. La novel·la de Jules Verne El far de la fi del món, li va donar fama i el seu sobrenom.

## Origen del nom
El promontori rocós on s'aixeca el far va ser batejat "cap San Juan" el 29 de gener de 1706 per Jean Nouail o Nouaille, sieur du Parc, capità del navili corsari Sage-Salomon, del port bretó de Saint-Malo. L'afegit "de Salvamento" fou imposat per August Lasserre l'abril de 1884, durant la construcció del far, a fi de deixar patent la seva finalitat. El nom San Juan de Salvamento es va estendre a l'entorn del cap i en particular al petit port que va ser instal·lat en una badia propera.

## Característiques
És una casa octogonal de 6,50 m d'altura total, situada sobre un promontori rocós, a 60 m sobre el nivell del mar. Està construïda en fusta de cedre, amb un sostre de zinc rematat per una bola del mateix material. No té llanterna, i la llum és projectada a través d'una finestra que dona al mar. Uns panells solars li subministren l'energia elèctrica necessària.

## La rèplica de la Rochelle
L'any 2000, André Bronner va impulsar la construcció d'una rèplica del far original de San Juan de Salvamento, davant de la costa de la Rochelle, a la costa atlàntica de França. També s'anomena Far de la Fi del Món, i aquest far està construït dins del mar, sobre pilars.

## Galeria

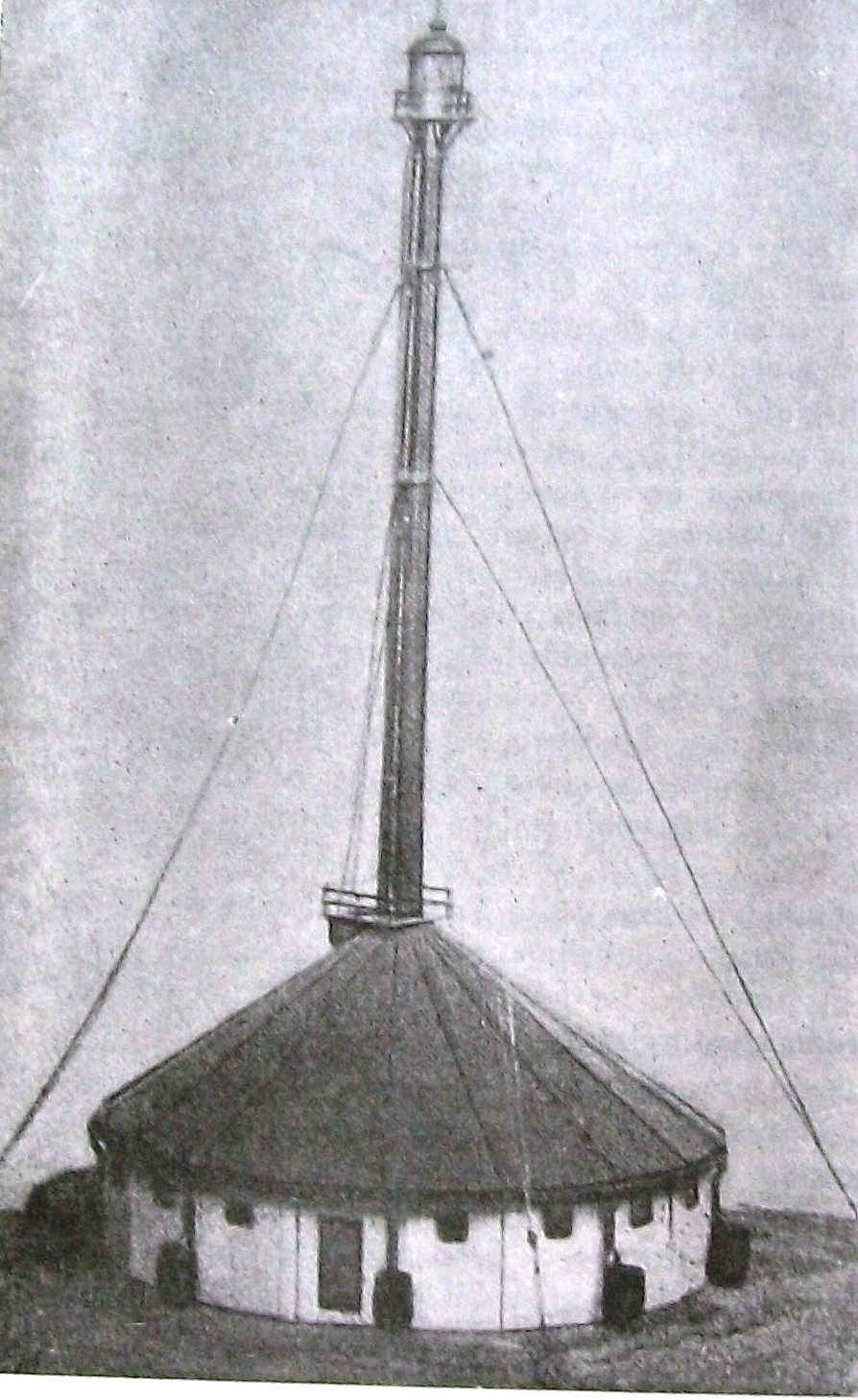
Fotografia antiga.
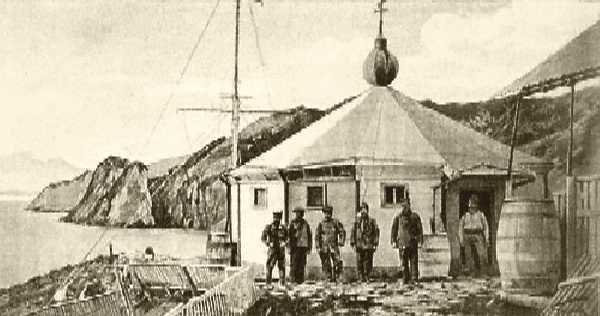
El far l'any 1898.
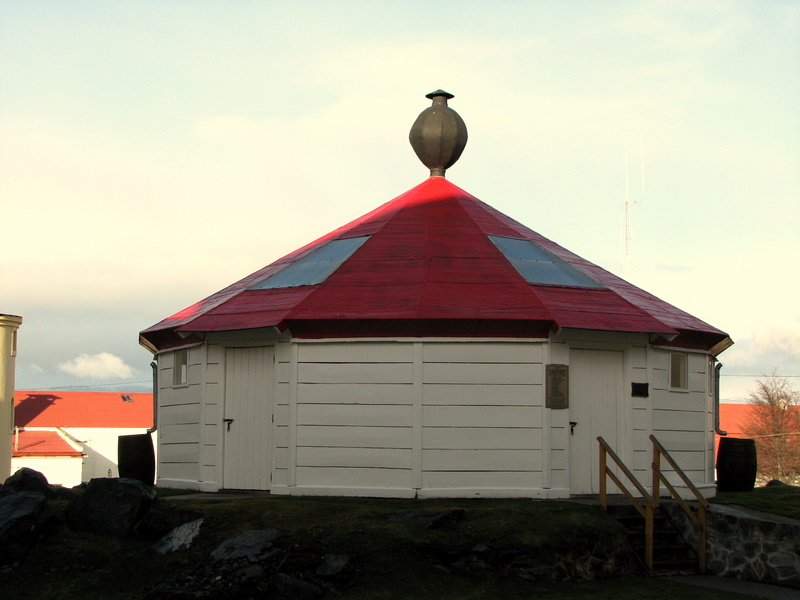
Recreació del far a Ushuaia (2008).
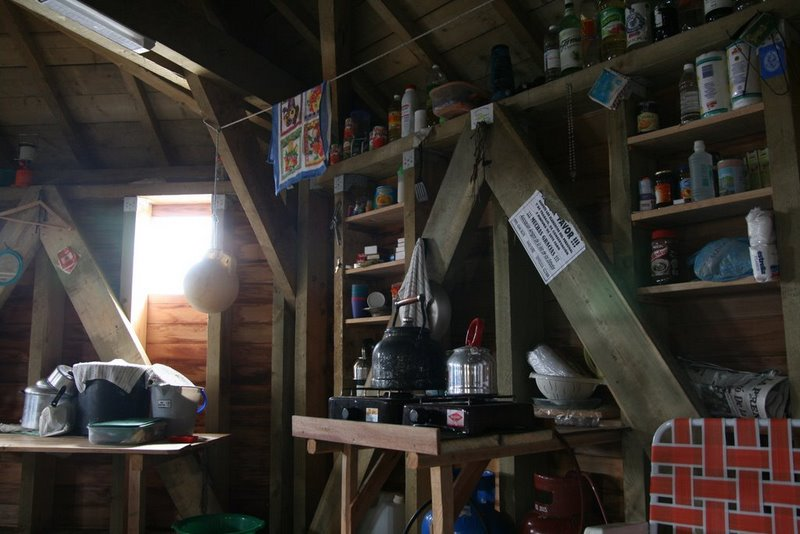
Interior del far l'any 2008.
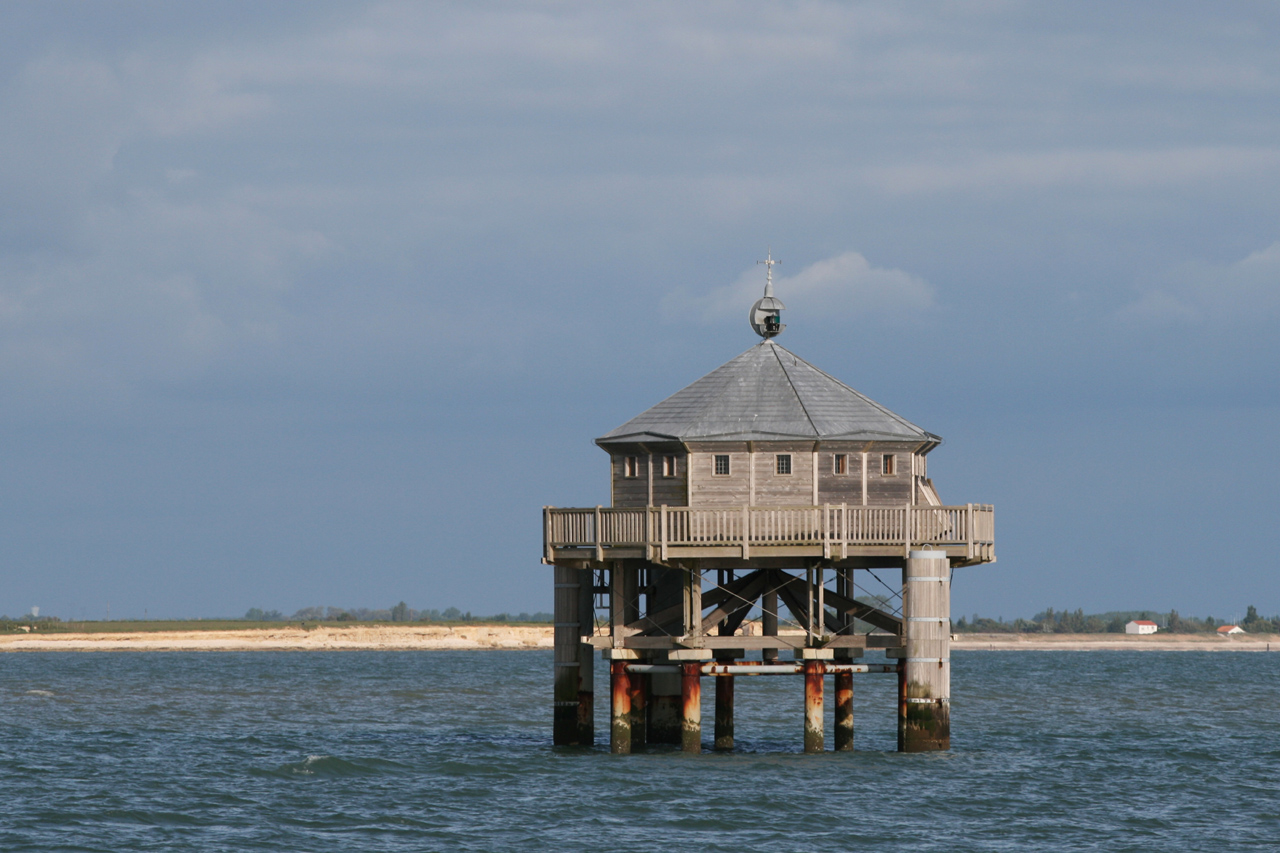
Far de la Fi del Món de La Rochelle, França.